# Наука воскрешения видов. Как клонировать мамонта
«Наука воскрешения видов. Как клонировать мамонта» (англ. How to Clone a Mammoth: The Science of De-Extinction) — научно-популярная книга биолога Бет Шапиро, опубликованная издательством Princeton University Press. В книге описывается текущее состояние технологии воссоздания вымерших видов и соответствующих процессов, способствующих осуществлению возможного воскрешения вымерших видов.

## Содержание
Книга представляет собой пошаговое руководство о том, как клонировать животное, в каждой главе подробно описывается отдельная тема, которую необходимо изучить и ответить на неё, прежде чем воскрешение вида будет завершено. Особое внимание уделяется воскрешению мамонта.
Несколько глав посвящены самому генетическому материалу и способам его получения, а также трудностям восстановления жизнеспособных образцов ДНК из мумифицированных или окаменелых останков. Из-за действия нуклеаз после гибели клетки большая часть ДНК вымерших видов фрагментируется на мелкие кусочки, которые необходимо реконструировать, по крайней мере, частично, чтобы её клонировать. Эта фрагментация означает, что восстановление генома полностью вымершего вида практически невозможно. Таким образом, можно использовать только отдельные гены, и наиболее жизнеспособным методом является использование близкого эволюционного родственника вымершего вида и вставка генов, которые различаются, в эмбрион живого вида. Что касается исчезновения мамонтов, то при рассмотрении любого признака должен быть задействован азиатский слон, ближайший ещё живущий родственник. Используя гены из экстраполированной ДНК мамонта, азиатского слона можно заставить выживать в более широком диапазоне, включая холодную среду, защищая его от возможного исчезновения. Этот перенос генов на пользу живым видам является одним из основных источников исследований, проводимых с помощью технологии воссоздания вымерших видов, в дополнение к желанию возродить утраченные виды.
В трёх следующих главах обсуждаются современные технологии, доступные для перемещения генов и создания модифицированных геномов слонов, включая CRISPR (от англ. clustered regularly interspaced short palindromic repeats — короткие палиндромные повторы, регулярно расположенные группами) и TALENS (эффекторные нуклеазы, подобные активатору транскрипции). В последних главах обсуждаются экологические преимущества и потенциальные недостатки возвращения мамонтов или других вымерших видов. В частности, для мамонтов их тяжёлый вес и особые методы добычи пищи помогают пастбищам расти в более холодном климате, потенциально превращая сибирскую вечную мерзлоту в тундровый регион с многочисленными видами растений.

## Стиль и тон
Шаони Бхаттачарья в New Scientist отмечает, что, хотя книга «может быть немного академической», Шапиро удаётся чётко объяснить «сложную молекулярную биологию» и что она «действительно оживает, когда она описывает свои собственные экспедиции». Райли Блэк в National Geographic описывает стиль письма Шапиро как «острый, остроумный и безупречно аргументированный» и говорит, что она пишет «тонко отточенную прозу», которая «прорезает шумиху, затуманившую споры» о том, возможно ли это клонировать вымерших животных, а также следует ли вместо этого направлять такие усилия на оказание помощи видам, которые в настоящее время находятся под угрозой исчезновения. Каспар Хендерсон в The Spectator назвал написание книги «живым, скептичным и нюансированным» и заявил, что Шапиро освещала темы с «большой ясностью». В статье для журнала Science А. Рус Хельзель охарактеризовал произведение как «богатое анекдотами и точное с научной точки зрения».

## Критика
Алек Родригес похвалил написание книги в статье Yale Scientific, одобрив краткость и в то же время доступность технических деталей, включённых в книгу, при этом остаётся плавным переход между предметами. Родригес пришёл к выводу, что книга «оставляет читателя с оптимизмом» в отношении будущих научных достижений и использования Плейстоценового парка. Тиффани Тейлор из Times Higher Education считает эту работу «книгой, заставляющей задуматься, [которая] предлагает волнение и удивление», и что благодаря письму Шапиро и её прямому обсуждению книге удаётся «нарисовать научно точный, но волшебный мир, в котором снова по арктической тундре могут бродить плейстоценовые гиганты, и где у нас есть шанс исправить некоторые ошибки прошлого». Обзор в Publishers Weekly приветствовал попытку книги ясно изложить науку и определил, что читатели «смогут более глубоко задуматься над фактами вымирания и клонирования в то время, когда гиперболические и эмоционально манипулятивные заявления о таких научных прорывах слишком распространены». Кент Х. Редфорд в журнале Oryx"порекомендовал другим прочитать книгу, добавив, что она «заставит всех задуматься, одних рассердит, других вдохновит и, надеюсь, научит всех защитников природы необыкновенным потенциальным возможностям, хорошим и плохим, которые у них есть, которые дарит воскрешение вымерших видов». В The Quarterly Review of Biology Дерек Д. Тернер назвал произведение «осторожным, доступным и вдумчивым», отметив при этом, что книга в целом «передаёт чувство волнения по поводу науки, но без некритического технооптимизма, который можно увидеть во многих популярных статьях». Филип Дж. Седдон в статье для журнала Trends in Ecology and Evolution описал книгу как «важный вклад в продолжающуюся дискуссию» тем, что она переносит акцент на то, что воскрешение вымерших видов приближается к «экологическому возрождению, а не возрождению видов».

## Награды
- Премия PROSE[англ.] 2016 в области популярной науки и популярной математики, Ассоциация американских издателей[англ.][15]
- Премия AAAS/Subaru SB&F за выдающиеся достижения в области научных книг, научные книги для молодёжи[16]
- Финалист премии Los Angeles Times 2015[англ.] в области науки и технологий[17]